# Lalo Rodríguez
Ubaldo Rodríguez Santos (San Juan, 16 de mayo de 1958-Carolina, Puerto Rico, 13 de diciembre de 2022), más conocido artísticamente como Lalo Rodríguez, fue un cantante puertorriqueño reconocido por sus éxitos «Tristeza encantada» y «Ven, devórame otra vez».

## Biografía

### Carrera musical
En 1973, con tan solo 15 años de edad, era el vocalista de Eddie Palmieri en el álbum The Sun of Latin Music que se convirtió en la primera producción latina en ganar un premio Grammy. Rodríguez también trabajó con Machito y Tommy Olivencia, y ha sido comparado con salseros famosos como Eddie Santiago, José Alberto El Canario y Frankie Ruiz. También es conocido por una carismática presencia en el escenario y por interactuar a menudo con su público. Recibió el premio Canción Tropical del Año en los premios Lo Nuestro de 1989, por el mencionado éxito «Ven, devórame otra vez». Se dedicó a dar conciertos por toda América.
Sus álbumes más exitosos son Simplemente Lalo, del año 1980, con éxitos como Máximo chamorro, Tristeza encantada, Tú no sabes querer, y su álbum de 1988 Un nuevo despertar, con el cual, después de no haber grabado durante ocho años, logró consagrarse a la salsa romántica y constituye un punto de referencia en la historia de la salsa con el exitoso «Ven, devórame otra vez», y los grandes éxitos «Sí, te mentí», «Te estoy pidiendo», «Después de hacer el amor» y «No te voy a defraudar».

### Fallecimiento
Fue hallado sin vida, repentinamente, en el estacionamiento de vehículos del complejo residencial Sabana Abajo, de su ciudad natal en la tarde del 13 de diciembre del 2022, a petición expresa de su familia la causa de su muerte no fue revelada.

## Discografía

### Sencillos
- Tristeza encantada
- Ven, devórame otra vez
- Devuelta en la trampa
- Voy a escarbar tu cuerpo
- Ámame (Quiero ser tu amante)
- Sí, te mentí
- Pero llegaste tú
- Nada de ti
- Después de hacer el amor
- No quiero, no puedo
- Te estoy pidiendo
- Tú no sabes querer
- Aunque lo dudes
- Tu iluminas
- Máximo Chamorro
- Desilusión (A ritmo de bolero)
- Vivo amándote
- Con qué cara
- No tuve nadie
- No te voy a defraudar
- Semillita de cultura[6]